# Crateroscelis
Crateroscelis là một chi chim trong họ Acanthizidae.